# بيتر هارت (لاعب كرة القدم الغالية)
بيتر هارت (بالإنجليزية: Peter Harte)‏ هو لاعب كرة القدم الغالية بريطاني، ولد في 19 نوفمبر 1990 في أيرلندا الشمالية في المملكة المتحدة.